# Фонтне су Боа
Фонтне су Боа (фр. Fontenay-sous-Bois) је насељено место у Француској у Париском региону, у департману Долина Марне.
По подацима из 2006. године број становника у месту је био 51.727.

## Демографија
| 1962.  | 1968.  | 1975.  | 1982.  | 1990.  | 1999.  | 2006.  | 2011.  |
| ------ | ------ | ------ | ------ | ------ | ------ | ------ | ------ |
| 37.484 | 38.962 | 46.475 | 52.627 | 51.868 | 50.921 | 51.727 | 52.723 |

## Партнерски градови
- Koungheul
- Бровари
- Етербек
- Marinha Grande Municipality
- Wittenheim
- Trucy